# Dichorda consequaria
Dichorda consequaria là một loài bướm đêm trong họ Geometridae.